# Кофи Авунор
Джордж Кофи Авунор Уилямс (на английски: George Kofi Awoonor-Williams) е ганайски поет, драматург и романист. Един от най-популярните англоезични писатели от Африка. Работите му съчетават традициите на африканския поетичен фолклор със съвременната християнска символика, описвайки периода на деколонизацията.

## Биография
Кофи Авунор е роден в Гана, по това време английска колония. След завършване на образованието си в родината започва да преподава африканска литература в университета в Гана. По това време започва да пише и издава първата си стихосбирка „Преоткриване“.
Авунор поема поста управител на Ганайската филмова корпорация. На 32-годишна възраст основава Ганайския дом на драматургията. По-късно заминава за Лондон, където учи литература в Лондонския университет и написва няколко радио пиеси за Би Би Си. Началото на 70-те Кофи Авунор се мести да живее в САЩ. Там учи и преподава в различни университети. Периодът му в Америка се характеризира с висока творческа активност. Тогава създава някои от най-запомнящите си произведения: „Тази земя, братко мой“ и „Нощта на кръвта ми“. Поетични творби, в които авторът търси корените си и размишлява върху последиците от чуждото господство в Африка.
През 1975 г. Авунор се завръща в Гана. Оглавява факултета по английска литература в университета в Кейп Кост. След месец е арестуван, защото е помагал на войник, обвинен в опит за военен преврат. Ганайският преподавател е следстван десет месеца, накрая осъден, след което освободен. Преживяванията си в затвора разказва в „Къща край морето“. Оттогава се заема сериозно с политическа позиция и загърбва художествената литература. През 90-те години е назначен за представител на Гана в ООН.
На 21 септември 2013 г. Авунор е сред убитите при нападението на търговския център Уестгейт в Найроби.